# Oleg Itskhoki
Oleg Itskhoki (* 7. Januar 1983 in Moskau) ist ein russisch-amerikanischer Wirtschaftswissenschaftler an der University of California, Los Angeles. Er ist vor allem für seine Arbeiten zu internationalen Finanzen und zum Welthandel bekannt.

## Leben und Wirken
Itskhoki erwarb 2003 an der Lomonossow-Universität Moskau einen Bachelor, 2004 an der New Economic School in Moskau einen Master und 2009 bei Elhanan Helpman an der Harvard University einen Ph.D. in Wirtschaftswissenschaften. Anschließend arbeitete er an der Princeton University, wo er 2010 eine erste Professur erhielt (Assistant Professor, 2015 Associate Professor). Seit 2017 hatte er hier eine ordentliche Professur für Wirtschaftswissenschaften und internationale Beziehungen inne, bevor er 2019 an die University of California, Los Angeles, wechselte. Hier hat er (Stand 2022) den Venu and Ana Kotamraju Endowed Chair in Economics inne.
Itskhoki gehört seit 2019 zu den Herausgebern des American Economic Review. Er erhielt 2022 die John-Bates-Clark-Medaille der American Economic Association (AEA). Laut Datenbank Scopus hat er einen h-Index von 14, laut Google Scholar einen von 23 (Stand jeweils April 2022).
In einem Gastbeitrag für Spiegel Online (gemeinsam mit Sergej Gurijew) anlässlich des Russischen Überfalls auf die Ukraine 2022 plädierte Itskhoki im März 2022 für ein Öl- und Gas-Embargo gegen Russland.